# أفونسو الثاني ملك البرتغال
أفونسو الثاني (بالبرتغالية: Afonso II de Portugal) الملقب بـ «البدين» (البرتغالية: o Gordo)، ملك البرتغال ولد في كويمبرا في 23 أبريل 1185 وتوفي في 25 مارس 1223، وكان نجل الثاني الذي استطاع الوصول إلى سن البلوغ، ولكن الأكبر ذكر لـ سانشو الأول ملك البرتغال من قبل زوجته دولسي انفانتا من أراغون. أفونسو خلف والده في 1212.
كملك تبع أفونسو الثاني نهجا مختلفا في الحكومة، حتى ذلك الوقت والده سانشو الأول وجده أفونسو الأول شعروا بالقلق في الغالب من القضايا العسكرية سواء ضد المجاورة مملكة قشتالة أو ضد الموحدون في الجنوب، ولكن أفونسو لم ينتهج سياسات توسيع الأراضي لضمان السلام مع قشتالة خلال فترة حكمه، وعلى الرغم من هذا بعض المدن مثل الكاسر دو سال عام 1217، غزاها الموحدين من خلال مبادرة خاصة من النبلاء، وهذا لا يعني أنه كان رجلاً ضعيفاً أو جباناً على نحو ما، تميزت السنوات الأولى من حكمه بـ الاضطرابات الداخلية بينه وبين أشقائه وشقيقاته، ومع ذلك تمكن الملك من الحفاظ على أمن داخل حدود المملكة عن طريق تجريم نفي أقربائه.
لم تكن القضايا العسكرية من أولويات الحكومة خلال عهده، إدارة الدولة والسلطة المركزية ركزت على نفسه، بحيث قام بتأسيس أول مجموعة من القوانين المكتوبة بالبرتغالية؛ التي كانت تتعلق أساسا بالملكية الخاصة والعدالة المدنية، وأيضا استطاع أرسال أفونسو سفراء إلى الممالك الأوروبية خارج شبه الجزيرة الايبيرية، وقد بدأت العلاقات التجارية ودية مع معظمها.
وأيضا شملت الإصلاحات الأخرى الأمور دائما حساسية مع البابا، من أجل الحصول على الاستقلال البرتغال معترف بها من قبل روما، كان على جده أفونسو الأول القيام بالامتيازات هائلة للكنيسة، وفي نهاية المطاف خلق دولة داخل الدولة، ومع موقف البرتغال كدولة راسخة سعى أفونسو الثاني بـ لإضعاف سلطة رجال الدين، وتطبيق جزء من عائدات هائلة لـ الكنيسة الرومانية الكاثوليكية لأغراض المنفعة الوطنية، وأدت هذه الإجراءات إلى صراع دبلوماسية خطيرة بين البابا والبرتغال، مما أدى بعد ذلك إلى حرمانه من قبل البابا هونريوس الثالث، وفي النهاية توعد أفونسو الثاني بأن يتوب إلى الكنيسة، لكنه توفي في 1223 قبل اتخاذ أي محاولات جادة للقيام بذلك، وخلفه أبنه البكر سانشو الثاني ملك البرتغال إلى أن تم عزله من قبل أبنه الثاني والذي أصبح ملكاً بعد وفاة شقيقه عام 1248 تحت مسمى أفونسو الثالث.